# Szalapa
Szalapa es un pueblo ubicado en el condado de Zala, Hungría.

## Superficie
Posee una superficie de 4,52 kilómetros cuadrados.

## Demografía
Hasta 2021 la población era de 176 habitantes, con una densidad de población de 38,93 habitantes por kilómetro cuadrado. En 2011 el 80,5% de la población estaba conformada por húngaros y la religión predominante era el catolicismo.